# Одесское сельское поселение
Одесское се́льское поселе́ние — муниципальное образование в Одесском районе Омской области Российской Федерации.
Административный центр — село Одесское.

## История
Статус и границы сельского поселения установлены Законом Омской области от 30 июля 2004 года № 548-ОЗ «О границах и статусе муниципальных образований Омской области».

## Население
| 2010  | 2011  | 2012  | 2013  | 2014  | 2015  | 2016  |
| ----- | ----- | ----- | ----- | ----- | ----- | ----- |
| 6332  | ↘6330 | ↗6377 | ↗6490 | ↘6480 | ↗6565 | ↗6608 |
| 2017  | 2018  | 2019  | 2020  | 2021  | 2023  |       |
| ↗6702 | ↗6712 | ↘6710 | ↘6675 | ↘6195 | ↘6162 |       |

## Состав сельского поселения
| № | Населённый пункт | Тип населённого пункта       | Население |
| - | ---------------- | ---------------------------- | --------- |
| 1 | Антамбек         | деревня                      | ↘0        |
| 2 | Одесское         | село, административный центр | ↘6040     |
| 3 | Славгородка      | село                         | ↘184      |